# Ананьїна (станція метро)
41°50′30″ пн. ш. 12°35′11″ сх. д. / 41.84167° пн. ш. 12.58639° сх. д.
Ананьїна (італ. Anagnina) - кінцева станція лінії А Римського метрополітену. Відкрита 16 лютого 1980 році у першій черзі лінії А (від Ананьїна до Оттавіано). Розташована під рогом вулиць Тусколана та Ананьїна.
Поблизу станції розташовані:
- Віа Тусколана
- Аеропорт Рим-Чіампіно

## Пересадки
Автобуси: 20, 20L, 500, 502, 503, 504, 505, 506, 507, 509, 515, 533, 551, 556, 559, 046, 047, трансфери до Аеропорту Рим-Чіампіно